# Okiseius alniseius
Okiseius alniseius är en spindeldjursart som beskrevs av Wainstein och Beglyarov 1972. Okiseius alniseius ingår i släktet Okiseius och familjen Phytoseiidae. Inga underarter finns listade i Catalogue of Life.